# Dani hrvatskoga jezika
Dani hrvatskoga jezika su hrvatska kulturna manifestacija.

## Povijest
Dani hrvatskoga jezika slave se od 1991. godine. Ova hrvatska kulturna manifestacija utemeljena je odlukom Hrvatskoga sabora, na sjednici 28. veljače 1997. godine (onda pod imenom Hrvatski državni sabor). Održava se svake godine u mjesecu ožujku, od 11. do 17. ožujka.
Manifestacija je utemeljena u spomen na Deklaraciju o nazivu i položaju hrvatskog književnog jezika po nadnevcima deklaracijskih zbivanja: 
- 13. ožujka Deklaracija je prihvaćena
- do 15. ožujka potpisale su je sve relevantne udruge i ustanove
- 17. ožujka 1967. godine objavljena je u Telegramu.[3]